# Presence (Weeping Willows)
Presence är ett musikalbum av gruppen Weeping Willows, utgivet 2004.

## Låtlista
Musiken är skriven av Weeping Willows och texterna av Magnus Carlson.
1. Stairs – 4:05
2. Something to Believe In – 3:21
3. Lost Love – 4:04
4. Heart of Hearts – 3:44
5. How Could You Forget – 3:04
6. Skin on Skin – 4:01
7. You Weren't Even Close – 3:26
8. Found – 3:52
9. Hold Me – 3:28
10. Call Me Anything – 3:27
11. Pretty Little Babies – 4:38

## Medverkande
- Magnus Carlson – sång
- Ola Nyström – gitarr
- Stefan Axelsen – bas
- Anders Hernestam – trummor
- Niko Röhlcke – gitarr, klaviatur

## Listplaceringar
| Lista (2004) | Topplacering |
| ------------ | ------------ |
| Finland      | 30 .         |
| Sverige      | 2 .          |

## Recensioner
- Svenska Dagbladet 27 februari 2004